# Caio Verres
Caio Verres (c. 120 a.C.–43 a.C.) foi um magistrado romano notório pelo seu péssimo mandato como governador da Sicília entre 73 e 71 a.C. Não se sabe a qual gente ele pertencia, mas alguns autores especulam que ele teria sido um dos Licínios. Foi processado por Cícero, cujos discursos ficaram preservados na obra "In Verrem" ("Contra Verres"), acusado de de ser moralmente corrupto, de ter recebido subornos e de ter roubado 40 milhões de sestércios em dinheiro e bens da província. Acusaram-no também de ter matado cidadãos romanos sem julgamento, o que era proibido pela lei romana. 

## História

### Carreira política
Politicamente, Verres primeiro apoiou Caio Mário e seus populares, mas rapidamente mudou para o lado dos optimates. Lúcio Cornélio Sula concedeu-lhe terras na região de Benevento e protegeu-o de uma acusação de malversação de recursos. Em 80 a.C., Verres serviu como legado na Ásia servindo sob Cneu Cornélio Dolabela, o governador da Cilícia, província que saquearam sistematicamente até 78 a.C., quando Dolabela teve que enfrentar um processo em Roma, mas foi inocentado.
Em 74 a.C., depois de um profícuo uso de subornos, Verres conseguiu ser eleito pretor urbano e continuou abusando de sua autoridade para avançar a agenda dos optimates. Como recompensa, foi enviado como governador da Sicília, o celeiro da República Romana — um província particularmente rica graças à sua posição central no Mediterrâneo. A população local era próspera e vivia contente, mas, durante o mandato de Verres, a ilha passou por mais dificuldades e desolação do que durante a Primeira Guerra Púnica (264–246 a.C.) ou na recente Guerras Servis (135–72 a.C.). Verres arruinou o cultivo de trigo cobrando impostos exorbitantes ou cancelando contratos sem motivo. Roubou obras de arte de templos e casas privadas e desconsiderou os direitos de cidadãos romanos.

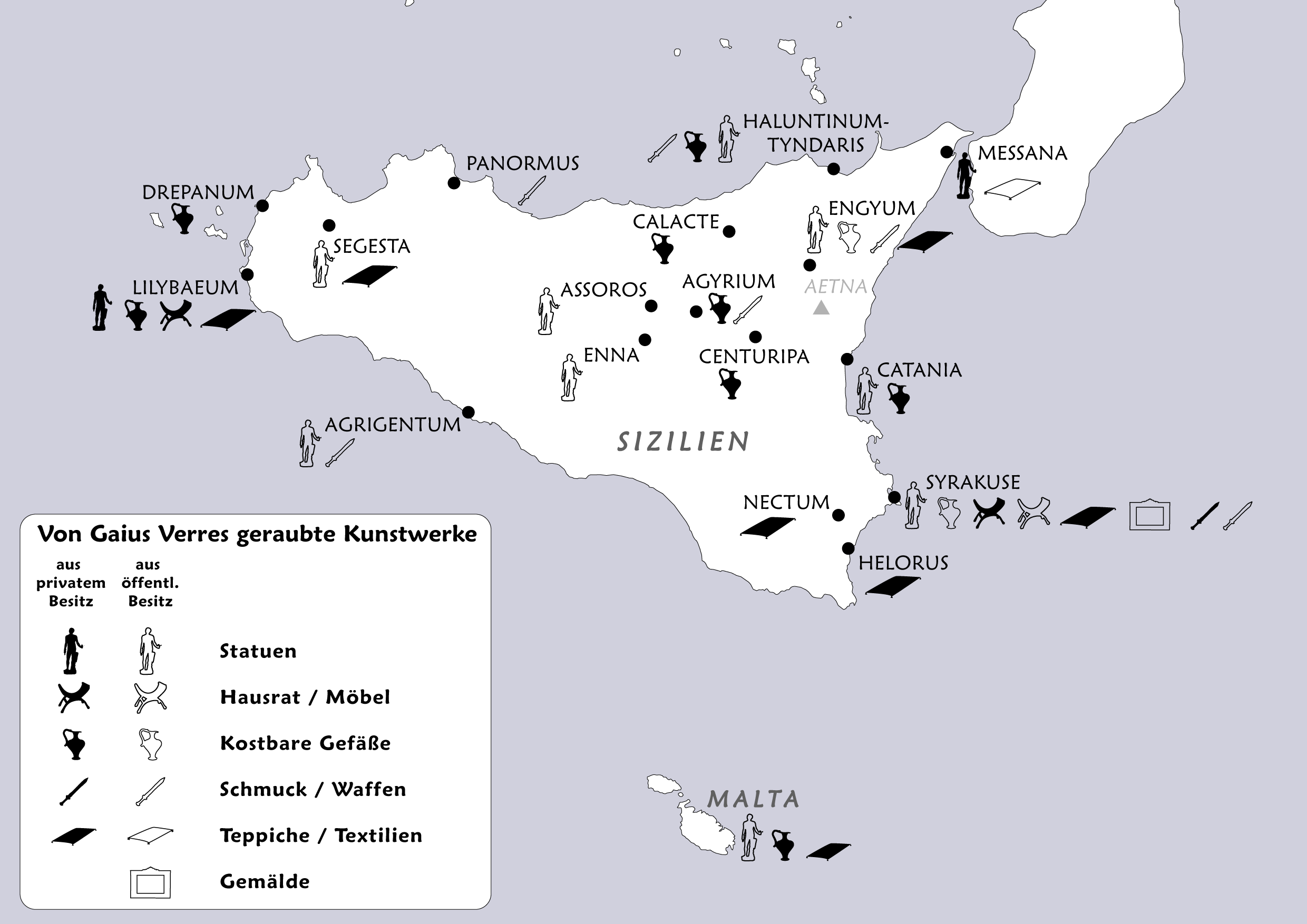
Mapa dos saques realizados por Verres na Sicília durante seu governo (73-71 a.C.).

Outra grande acusação feita a Verres durante seu mandato na Sicília é que, durante a Terceira Guerra Servil (73–71 a.C.) contra Espártaco, ele teria se aproveitado do estado de emergência para coletar ainda mais dinheiro. Ele escolhia escravos-chave de ricos proprietários de terras e acusava-os de conspirar com Espártaco ou de provocar a sedição. Depois de sentenciar estes escravos à morte por crucificação, ele sugeria que um substancial suborno poderia livrá-lo da acusação e da sentença. Outras vezes, ele acusava estes proprietários de terra de estarem escondendo um escravo inexistente. Incapazes de produzir este escravo, obviamente, Verres mandava prendê-los até que um suborno fosse pago.
Verres voltou a Roma em 70 a.C. e, no mesmo ano, a pedido dos sicilianos, Marco Túlio Cícero o processou. Mais tarde, ele próprio publicou seus discursos de acusação na obra "In Verrem" ("Sobre Verres"). A defesa do ex-governador foi deixada a cargo de um dos mais proeminentes advogados romanos da época, Quinto Hortênsio; Verres contava ainda com o apoio e a simpatia dos principais patrícios da cidade.

### Julgamento e exílio
A corte foi composta exclusivamente por senadores, alguns dos quais certamente amigos de Verres. Porém, o juiz, o pretor urbano Mânio Acílio Glabrião, era uma pessoa incorruptível e seus assessores não eram tão vulneráveis ao suborno. Verres tentou em vão adiar o julgamento até 69 a.C., quando seu cunhado, Marco Cecílio Metelo, seria o juiz, Hortênsio e outro cunhado, Quinto Cecílio Metelo Crético, cônsules. Hortênsio tentou duas táticas distintas para provocar o adiamento: a primeira foi tentar colocar em segundo plano o julgamento de Verres adiantando o julgamento de um ex-governador da Bitínia; a segunda, foi buscar por atrasos procedimentais para levar o julgamento para depois de uma sequência de feriados públicos, depois da qual haveria pouquíssimo tempo para um julgamento antes do final do mandato de Glabrião. Porém, em agosto, Cícero abriu o caso e jurou atrapalhar os planos da defesa aproveitando-se de uma oportunidade de mudar o formato do julgamento ao apresentar evidências e testemunhas muito mais cedo e abrindo a acusação com um curto e incisivo discurso.
O efeito deste discurso foi tão devastador que Hortênsio não quis responder e recomendou que seu cliente se exilasse. Antes do final dos nove dias dedicados à acusação, Verres já estava a caminho de Massília, onde viveu exilado até 43 a.C., quando foi proscrito por Marco Antônio, aparentemente por se recusar a entregar algumas obras de arte que Antônio cobiçava.
É possível que Verres tenha sido uma pessoa melhor do que revela o relato de Cícero, a fonte primária de informações sobre sua vida, mas não há evidências para refutar o fato de que ele teria sido de fato um dos piores governadores romanos da história. Dos sete discursos sobre Verres em In Verrem, apenas dois foram de fato proferidos e os cinco seguintes foram compilados a partir de depoimentos de testemunhas e publicados depois da fuga de Verres.

## Família
Caio Verres era casado com Cecília Metela, filha de Marco Cecílio Metelo, cônsul em 113 a.C., e irmã de Quinto Cecílio Metelo Crético, cônsul em 69 a.C..